# Kendral Ellison
Kendral Ellison (geb. 28. Dezember 1987 in Decatur, Alabama, USA) ist ein American-Football-Trainer und ehemaliger -Spieler auf der Position des Linebackers. Er ist Head Coach der Munich Ravens in der European League of Football.

## Karriere

### Als Spieler
Ellison spielte als Defensive End an der Austin High und von 2006 bis 2009 am Rhodes College in Memphis. Dort war er auch Team Captain. Ab 2010 spielte er in Europa. Erste Stationen waren die Pori Bears 2010, die Lübeck Seals 2011 und die Wrocław Devils 2012. Während der Saison 2012 wechselte er erstmals zu den Hamburg Huskies und blieb dort auch 2013. Zur Saison 2014 wechselte er zu den Saarland Hurricanes. 2015 spielte er erneut bei den Huskies, die erstmals in die German Football League (GFL) aufgestiegen waren. Ellison wurde mit 103 Tackles in zehn Spielen, davon 55 Solo-Tackles und 23 Tackles-for-loss, zweitbester Defensivspieler der GFL. 2016 spielte er für die Pardubice Stallions und war mit 63 Tackles sowie 14,5 Tackles-for-loss in zehn Spielen bester Abwehrspieler der ČLAF. Schließlich kehrte er 2017 erneut zu den Hamburg Huskies zurück.

### Als Trainer
Ab 2013 coachte Ellison die U16 der Huskies. Zur Saison 2018 wurde Ellison Defensive Coordinator der Hamburg Huskies, blieb aber auch als Spieler aktiv. Ab 2019 war er auch Head Coach des Teams.
Zur ersten Saison der neu gegründeten European League of Football (ELF) wurde Ellison 2021 von den Hamburg Sea Devils als Linebackers Coach verpflichtet. Nachdem Head Coach und Defensive Coordinator Ted Daisher nach zwei Spieltagen entlassen worden war, wurde Ellison zum Defensive Coordinator (DC) befördert. In den drei Spielzeiten unter Ellison als DC bis 2023 galt die Hamburger Defense als eine der besten der Liga. 2021 wurde er als Assistant Coach des Jahres durch die ELF ausgezeichnet. 2023 fungierte er zudem als Assistant Head Coach und Director Player Personell der Sea Devils.
Nach der Saison 2023 wechselte Ellison von Hamburg zum Ligakonkurrenten Munich Ravens, um dort Head Coach zu werden. Er unterschrieb einen Zwei-Jahres-Vertrag.